# Fay-de-Bretagne
Fay-de-Bretagne település Franciaországban, Loire-Atlantique megyében. Lakosainak száma 3852 fő (2022. január 1.). Fay-de-Bretagne Blain, Bouvron, Malville, Notre-Dame-des-Landes, Savenay, Le Temple-de-Bretagne és Vigneux-de-Bretagne községekkel határos.

## Népesség
A település népességének változása:
| Lakosok száma | 2127 | 2175 | 2388 | 2877 | 3445 | 3568 | 3618 | 3676 | 3705 | 3852 |
|               | 1968 | 1982 | 1990 | 2006 | 2013 | 2015 | 2017 | 2019 | 2020 | 2022 |